# Synagogue principale de Francfort (1860-1938)

La synagogue principale dans la Börnestrasse en 1885

La synagogue principale de Francfort-sur-le-Main (Frankfurt Hauptsynagoge) dans la Börnestraße, anciennement dénommée la Judengasse (la ruelle aux Juifs), était le centre du réformisme libéral juif de la ville. Inaugurée le 23 mars 1860, c'est la troisième synagogue construite sur le même emplacement après celles de 1462 et de 1711. 
Du 9 au 10 de 1938, pendant les pogroms de la Nuit de Cristal, les nazis incendient la synagogue principale ainsi que les trois autres synagogues de Frankfort, celle de la Börneplatz construite en 882, la synagogue orthodoxe sur la Friedberger Anlage construite en 1907 et la Westendsynagoge construite en 1910.
Les ruines de la synagogue principale sont rasées en janvier 1939 et les pierres sont utilisées pour la construction du mur de clôture du cimetière principal.
Aujourd'hui, seule une plaque commémorative dans la rue Kurt-Schumacher rappelle cet évènement. Des quatre grandes synagogues de Frankfort seule la Westendsynagogue na pas été totalement détruite pendant la période du national-socialisme et la Seconde Guerre mondiale et a pu être reconstruite et réhabilitée.

## Historique

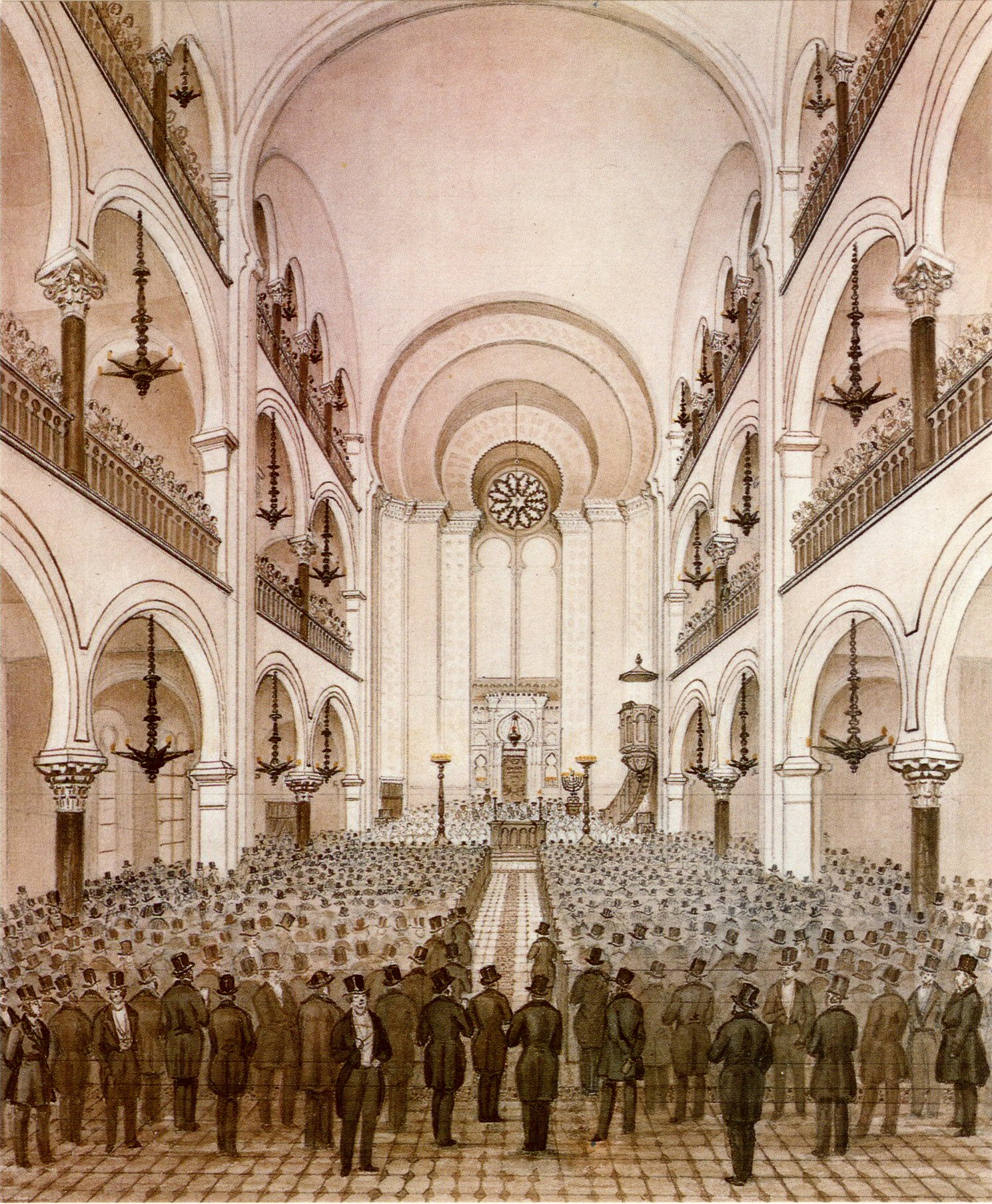
Inauguration de la synagogue principale le 23 mars 1860

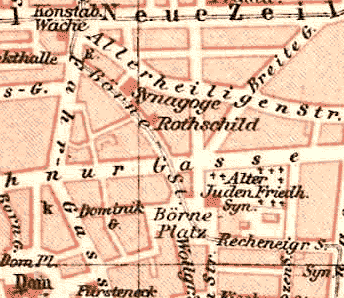
Situation de la synagogue principale entre la Börnestraße et l'Allerheiligengasse

La plus ancienne synagogue de la Judengasse de Francfort est l'un des premiers bâtiments construits peu après l'instauration du ghetto en 1462. Elle se situe à peu près au milieu de la ruelle sur le côté est. En raison de la croissance de la communauté juive, elle est plusieurs fois agrandie au cours des siècles suivants. 
Le 14 janvier 1711 dans ce qui fut nommé le "grand incendie juif" la synagogue est entièrement incendiée ainsi que 200 maisons du ghetto. Sa reconstruction s'effectue très rapidement après l'incendie et en 1806, après la suppression de la contrainte imposée aux Juifs de vivre dans un ghetto, elle reste un des centres spirituels de la communauté juive.
Au XIXe siècle des tensions se manifestent entre les Juifs orthodoxes de Francfort et les membres du judaïsme réformé sous la conduite du rabbin Abraham Geiger. En 1844 le conseil de la communauté fait appel au rabbin Leopold Stein, représentant de l'aile réformiste modérée. Sa nomination divise la communauté, car le Grand Rabbin en poste, Salomon Abraham Trier est un adversaire déterminé de Stein. En 1851 l'Union Orthodoxe sous la direction du rabbin Samson Raphael Hirsch se sépare de la Communauté Israélite dans laquelle continue à se côtoyer une aile libérale et une aile orthodoxe.
Leopold Stein prend la décision, déjà projetée depuis longtemps, de démolir la vieille synagogue de la Judengasse et de reconstruire sur le même emplacement un bâtiment plus moderne et plus conforme au besoin présent. La construction prend du retard car le baron Amschel Mayer Rothschild opposé à Stein revient sur son acceptation de financer la nouvelle construction. Ce n'est qu'en 1854, que Stein atteint son but et que les travaux peuvent commencer. 
Dans les années 1850/60, l'architecte Johann Georg Kaiser sélectionné par la communauté, a construit des immeubles en grès rouge du Main, représentatifs de l'esprit de cette époque. Pour la synagogue, Il mélange des éléments de style gothique, maure et byzantin. La façade principale située sur la Börnestraße fait 24,50 mètres de large, et le bâtiment a une profondeur de 26,50 mètres. La façade arrière sur l'Allerheiligengasse est inclinée de 15 degrés par rapport à l'axe longitudinal du bâtiment. Dans cette partie arrière du bâtiment se trouvent une petite salle de réunion et une salle d'archivage.
Dans la nef principale et les deux nefs collatérales de la synagogue, 514 places assises sont réservées pour les hommes. Dans les galeries situées au-dessus des nefs collatérales, se trouvent les 506 places pour les femmes.
L'aménagement intérieur correspond aux particularités liturgiques du rite réformé et comprend entre autres une chaire et un orgue.
Le rabbin Stein prononce le discours solennel lors de l'inauguration de la synagogue principale le 23 mars 1860, en présence du maire et du sénateur de la Ville Libre de Francfort. Il souligne que la nouvelle synagogue est un symbole de la solidarité de la communauté juive avec la nation allemande et sa religion d'État. Ce discours est loin d'être apprécié par l'ensemble du conseil de la communauté ce qui conduit deux ans plus tard à la démission de Stein de son poste de rabbin.
En 1864, les Juifs de Francfort obtiennent la pleine égalité des droits civils.
Dans la nuit du 9 au 10 novembre 1938 la synagogue principale est pillée et incendiée par les troupes de SA. Les pompiers alertés se rendent sur les lieux mais n'interviennent pas pour éteindre l'incendie. Le bâtiment brûle entièrement jusqu'aux murs extérieurs. En janvier 1939, la ville charge un entrepreneur de raser les ruines de la synagogue principale et de la synagogue de la Börneplatz. Les pierres récupérables servent à construire un mur de 165 mètres de long pour clôturer les nouvelles extensions du cimetière principal de Frankfort le long de la route d'Eckenheim.
Le 1er avril 1939 le maire national-socialiste Friedrich Krebs oblige la communauté juive à signer le Judenvertrag , acte obligeant la communauté juive à céder à la ville tous ses actifs immobiliers, y compris le terrain de la synagogue principale déjà libéré, contre une indemnité symbolique.
En 1944 la majorité du centre ville de Francfort est détruite lors de plusieurs attaques aériennes. Les alentours de l'ancienne synagogue principale se trouvent rasés par les bombes. 
Après la guerre, dans les années 1950, le quartier est entièrement remodelé et l'emplacement de la Börnestraße n'est plus reconnaissable.  
La large rue Kurt-Schumacher coupe l'ancien emplacement de la Judengasse à angle aigüe et recouvre ainsi une grande partie de l'ancien ghetto. La synagogue principale se trouvait approximativement là où débouche maintenant la rue Allerheiligen dans la rue  Kurt-Schumacher.
Aujourd'hui, seule une plaque commémorative en granit apposée en 1946 sur la façade de la maison située 41 rue Kurt-Schumacher rappelle à la synagogue. Elle porte l'inscription suivante : « Ici se trouvait la synagogue principale de la Börnestrasse que les criminels nazis ont détruite le 9 novembre 1938. »

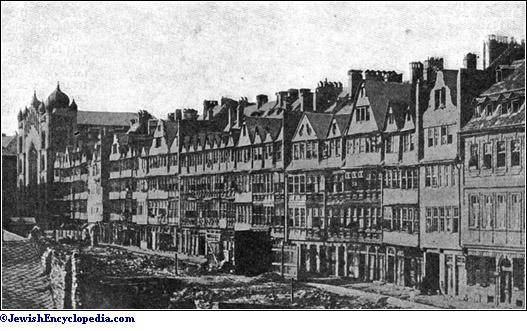
La synagogue principale et la Judengasse
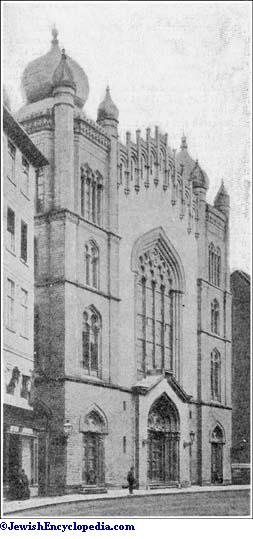
La synagogue principale

### Sources
- (de) Frankfurter Historische Kommission (Hrg.): Frankfurt am Main – Die Geschichte der Stadt in neun Beiträgen. Sigmaringen 1991. Jan Thorbecke Verlag,  (ISBN 3-7995-4158-6)
- (de) Georg Heuberger (Hrsg.), Wer ein Haus baut, will bleiben. 50 Jahre Jüdische Gemeinde Frankfurt am Main. Anfänge und Gegenwart., Societäts-Verlag, Frankfurt am Main 1998,  (ISBN 3-7973-0692-X)
- (de) Georg Heuberger (Hrsg.), Und keiner hat für uns Kaddisch gesagt...Deportationen aus Frankfurt am Main 1941 bis 1945, Stroemfeld Verlag, Frankfurt am Main/Basel 2005,  (ISBN 3-87877-045-6)
- (de) Rachel Heuberger, Helga Krohn: Hinaus aus dem Ghetto. Juden in Frankfurt am Main 1800-1950. Begleitbuch zur ständigen Ausstellung des Jüdischen Museums. S. Fischer Verlag, Frankfurt am Main 1997,  (ISBN 3-10-031407-7)
- (de) Eugen Mayer: Die Frankfurter Juden, Frankfurt am Main 1966, Waldemar Kramer Verlag
- (de) Wolf-Christian Setzepfandt: Architekturführer Frankfurt am Main. 3. Auflage. Dietrich Reimer Verlag, Berlin August 2002, S. 41,  (ISBN 3-496-01236-6)